# 9702 Tomvandijk
A 9702 Tomvandijk (ideiglenes jelöléssel 2108 T-2) a Naprendszer kisbolygóövében található aszteroida. Cornelis Johannes van Houten, Ingrid van Houten-Groeneveld és Tom Gehrels fedezte fel 1973. szeptember 29-én.